# Щепкин, Герман Яковлевич
Герман Яковлевич Ще́пкин (6 [19] ноября 1906, Сатка, Уфимская губерния — 30 января 1980, Москва) — советский физик, доктор физико-математических наук, профессор, один из основоположников отечественной экспериментальной ядерной физики, создатель стационарного плазменного двигателя, участник урановой программы СССР, лауреат Сталинской премии.

## Биография
Родился 6 (19 по новому стилю) ноября 1906 года в посёлке Сатка (ныне Челябинская область). Отец — Щепкин Яков Иванович, имел в собственности кожевенный и кирпичный заводы, мать — Щепкина (Алпатова) Анна Ивановна. Окончил Уфимскую школу № 2 второй ступени в 1925 году и ЛГУ в 1931 году.
В 1928 году началась трудовая и научная деятельность в ЛФТЛ, затем в ЛФТИ, где с 1928 по 1943 год работал в группе в лаборатории сегнетоэлектриков и затем отделе ядерной физики, под руководством И. В. Курчатова. В течение этого времени он занимал позиции препаратора, научного сотрудника и с 1939 года старшего научного сотрудника.

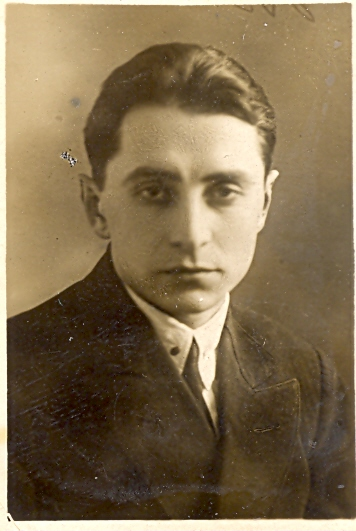
Г. Я. Щепкин в молодости, 1933 год

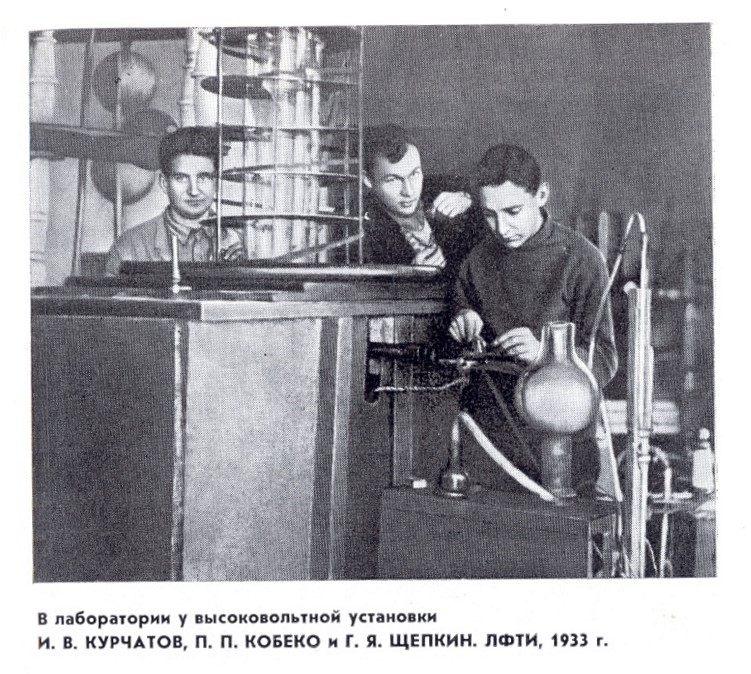
В лаборатории у высоковольтной установки. И. В. Курчатов, П. П. Кобенко и Г. Я. Щепкин. ЛФТИ, 1933 год

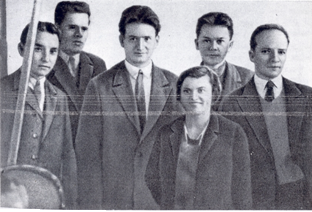
Г. Я. Щепкин (слева), И. В. Курчатов (третий слева) с сотрудниками ЛФТИ, 1936 год

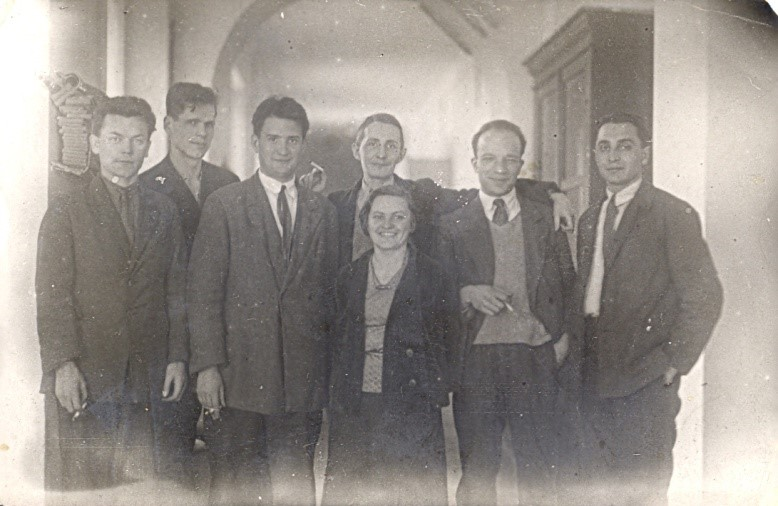
Г. Я. Щепкин (первый справа), И. В. Курчатов (третий слева) с сотрудниками ЛФТИ, 1936 год

Г. Я. Щепкин, И. В. Курчатов, М. А. Еремеев, 1933 год

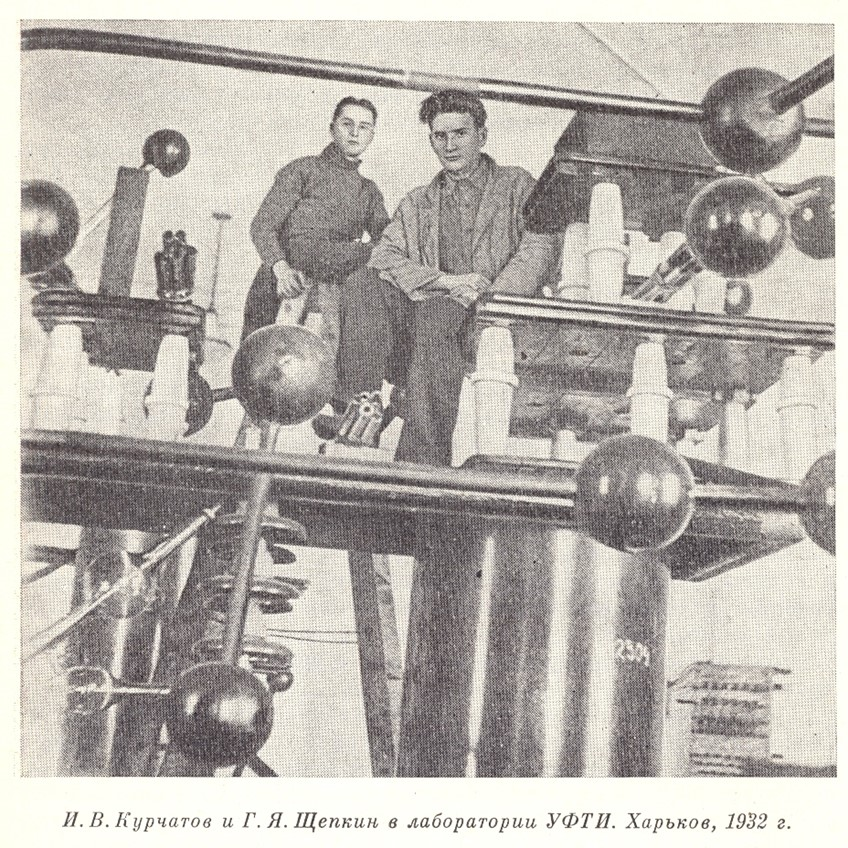
Г. Я. Щепкин и И. В. Курчатов за наладкой установки для расщепления атомного ядра. Харьков, 1932 год

Области научных исследований в ЛФТИ — сегнетоэлектричество и ядерная физика, включая нейтронную физику, процессы расщепления ядер и изучение искусственной радиоактивности (с 1932 по 1941 год). Важным этапом в развитии исследований стал 1931 год, когда была проведена первая научная работа в сотрудничестве с И. В. Курчатовым. В рамках этой работы были выполнены первоначальные фундаментальные исследования в области сегнетоэлектричества, ставшие пионерскими в данной области.
В 1934 году были обнаружены гамма-лучи во время бомбардировке бора протонами, что помогло разрешить противоречие в балансе энергии реакции. Это исследование проводилось совместно с И. В. Курчатовым, А. И. Вибе и В. И. Бернашевским. Это стала первой работой по ядерной физике, выходящей за пределы отдела И. В. Курчатова.
Также в 1934 году было обнаружено разветвление ядерных реакций при исследовании взаимодействия нейтронов с рядом ядер. Это исследование проводилось совместно с И. В. Курчатовым, Л. В. Мысовским и А. И. Вибе.
В том же 1934 году провели исследование эффекта Ферми в фосфоре. Совместно с И. В. Курчатовым и Л. В. Мысовским выявили две группы радиоактивности после облучения фосфора нейтронами с разными периодами полураспада. Первая группа, с жестким излучением, была более интенсивной, вторая — менее интенсивной. Учёные предположили, что это связано с различными ядерными реакциями, включая захват нейтрона ядром фосфора и излучение α-частиц.
В 1935 году проводились исследования рассеяния медленных нейтронов водородом. В рамках этого исследования, в котором также участвовали И. В. Курчатов и М. А. Еремеев, был предложен метод для определения длины свободного пробегатепловых нейтронов и определён радиус их столкновения с протоном.
В 1936 году были получены результаты исследований по поглощению медленных нейтронов, проведенные в сотрудничестве с И. В. Курчатовым. Эти исследования привели к выводу о селективном поглощении нейтронов. Кроме того, совместно с другими исследованиями И. В. Курчатова и сотрудников ЛФТИ, а также работами итальянских физиков, была инициирована теория резонансного поглощения нейтронов Брейта-Вигнера, которая играет важную роль при анализе взаимодействия нейтронов с ядрами.
Всю аппаратуру для исследования приходилось делать своими руками, вплоть до ускорительных систем. В сотрудничестве с Л. Я. Хургиным, Г. Я. Щепкин разрабатывает оригинальную конструкцию электронного ускорителя. На построенном своими руками аппаратуре для получения быстрых протонов в СССР выполнены первые исследования по расщеплению атомного ядра, и в этом процессе участвовали такие ученые, как И. В. Курчатов, К. Д. Синельников, Г. Я. Щепкин, А. И. Вибе и А. К. Вальтер. Щепкин активно участвует в сотрудничестве с ЛФТИ и с ХФТИ, в 30-40 гг. часто выезжает в месячные командировки с И. В. Курчатовым в ХФТИ.
Герман Яковлевич стоял у истоков зарождения ядерной физики в СССР, является одним из первых представителей ядерной школы И. В. Курчатова и его первым учеником. В течение всей своей деятельности работал с И. В. Курчатовым — сначала в ЛФТИ в группе, лаборатории и отделе, руководимым И. В. Курчатовым, а затем как заведующий сектором в ИАЭ, возглавляемого И. В. Курчатовым.
В период с 1941 по 1943 год Г. Я. Щепкин, при сотрудничестве с И. В. Курчатовым и В. М. Тучкевичем, занимался разработкой противоминной защиты кораблей. Принимал непосредственное участие в активном внедрении разработанных решений на кораблях Северного флота ВМФ СССР.
14 июня 1941 года, в соответствии с решением Главного военно-морского управления Военно-морского флота СССР, была учреждена комиссия для приемки устройства размагничивания. Г. Я. Щепкин и его коллеги из ЛФТИ были привлечены к работе в этой комиссии. По поручению заместителя Наркомата Кораблестроения Военно-морского флота СССР по организации размагничивания кораблей, Г. Я. Щепкин прибыл в Архангельск 20 сентября 1941 года, вместе с А. П. Александровым и Л. М. Неменовым отправились в Архангельск. После отъезда А. П. Александрова, Г. Я. Щепкин стал руководить научными исследованиями в этой области.
Начиная с 1943 года, он занимал должность заведующего сектором в Институте атомной энергии имени И. В. Курчатова. Кроме того, с 1950 года он также преподавал в Московском инженерно-физическом институте (МИФИ) в должности профессора.
С февраля 1943 г. Г. Я. Щепкин участвует в урановой программе. Решениями ГКО СССР № 2352 от 28.09.1942 и № 2872 от 11.02.1943 возобновляются прерванные войной работы по созданию урановой бомбы.
По распоряжению Академии Наук СССР от 12 апреля 1943 года для проведения наиболее ответственных работ создается Лаборатория № 2 АН СССР во главе с руководителем урановой проблемы И. В. Курчатовым. Ему дается право отозвать для работы в Лаборатории 100 сотрудников и Г. Я. Щепкин среди первых пяти человек (А. И. Алиханов, Ю. Я. Померанчук, Б. В. Курчатов, И. И. Гуревич, Г. Я. Щепкин), которые организовывают штаб по созданию Лаборатории № 2 (будущий ИАЭ).
С этого времени Г. Я. Щепкин работает в ИАЭ. Он возглавляет одно из направлений исследований, связанных по электромагнитному разделению изотопов. Вместе с Л. А. Арцимовичем и И. Н. Головиным развивает и сопоставляет варианты способов электромагнитного разделения изотопов и к концу 1943 года они останавливаются на стационарных ионных пучках с поворотом в магнитном поле на 180°.
В 1953 году в связи с успешными решением урановой проблемы Г. Я. Щепкину присуждается Сталинская премия с награждением ордена Ленина.
В 1950 году Г. Я. Щепкин стал профессором в Московском инженерно-физическом институте (МИФИ).
С 1950 по 1960 год Г. Я. Щепкин занимался разработкой и созданием масс-спектрометров, предназначенных для электромагнитного разделения изотопов, а также спектрометров, используемых для изучения тонкой структуры α-спектров. Эти созданные им аппараты в значительной мере превосходили своих зарубежных аналогов в характеристиках и производительности.
С начала 1959 года в секторе, под руководством Г. Я. Щепкина и при его активном участии, начались исследования в области плазменных ускорителей, а также создания первого стационарного плазменного двигателя. Г. Я. Щепкин посвятил последние годы своей жизни этому перспективному направлению и внес значительный вклад в достижение значительных успехов. Результаты, полученные в ходе этих исследований, были уникальными и имели большое значение для мировой науки и практики. За эти работы в 1980 г. Г. Я. Щепкину присуждена премия имени И. В. Курчатова.

## Семья
Жена — Щепкина (Иванова) Лидия Тимофеевна (1910—1989).
Сыновья: Юрий (1939, кандидат физико-математических наук ИАЭ и ИЯИ НАНУ) и Михаил (1947—2019, доктор физико-математических наук, профессор, ИТЭФ, МИФИ).

## Признание
- Орден «Знак Почёта» (1945).
- Орден Ленина (1945)
- Сталинская премия второй степени (1953) — за разработку и внедрения в промышленность электромагнитного метода разделения изотопов при решении урановой программы.
- Два ордена Трудового Красного Знамени (1953, 1954)
- Премия имени И. В. Курчатова (1980)

## Труды
- Г. Я. Щепкин, И. В. Курчатов. Исследование диэлектрической постоянной сегнетовой соли в разных кристаллических направленияx. // ЖЭТФ. — 1931. — Т. 3, вып. 4, № 7. — С. 164—165.
- Г. Я. Щепкин, И. В. Курчатов. Диэлектрическая постоянная твердого HCl. // ЖЭТФ. — 1932. — Т. 2, вып. 4. — С. 245—253.
- Г. Я. Щепкин, И. В. Курчатов, А. И. Вибе, В. И. Бернашевский. Гамма-лучи при бомбардировке бора протонами. // ДАН СССР. — 1934. — Т. 1, вып. 8. — С. 484—487.
- И. В. Курчатов, Л.В. Мысовский, Г. Я. Щепкин, А. И. Вибе. Эффект Ферми в фосфоре. // ДАН СССР. — 1934. — Т. 3, вып. 4. — С. 221—224.
- И. В. Курчатов, Б. В. Курчатов, Г. Я. Щепкин,  А. И. Вибе. Эффект Ферми в алюминии. // ДАН СССР. — 1934. — Т. 3, вып. 4. — С. 226—227.
- И. В. Курчатов, Л. В. Мысовский, Б. В. Курчатов, Г. Я. Щепкин,  А. И. Вибе. Эффект Ферми в алюминии II. // ДАН СССР. — 1934. — Т. 3, вып. 4. — С. 226—227, 422-423..
- И. В. Курчатов, К. Д. Синельников, Г. Я. Щепкин, А. И. Вибе. К вопросу о радиоактивности ³Не. // ЖЭТФ. — 1934. — Т. 4, вып. 6. — С. 545—547.
- И. В. Курчатов, М. А. Еремеев, Г. Я. Щепкин. Рассеяния медленных нейтронов водородом. // ЖЭТФ. — 1935. — Т. 5, вып. 5. — С. 355—359.
- И. В. Курчатов, Г. Я. Щепкин. О селективном поглощении нейтронов. // Phys. Ztschr. Sow. — 1936. — С. 102—105.
- Г.Я. Щепкин, C. A. Баранов, А. Г. Зеленков, В. В. Беручко, А. Ф.Малов. Большой α-спектрометр. // АЭ. — 1959. — Т. 7, вып. 3. — С. 262.
- Г.Я. Щепкин, В. Китаров, В. В. Беручко, А. Ф. Малов. Пропорциональный счетчик протонов. // ЖЭТФ. — 1939. — Т. 9, вып. 2. — С. 151—153.
- Г. Я. Щепкин, Л. М. Хромченко. О методике изучения рассеяния α-частиц в газах // ЖЭТФ. — 1940. — Т. 10, вып. 1. — С. 37—39.
- Г. Я. Щепкин, П. Е. Ковров, А. И. Морозов, Л. Г. Токарев. Распределение магнитного поля в коаксиальном инжекторе плазмы. // Докл. АН СССР. — 1967. — С. 1305–1308.

## Отзывы
Талант Г. Я Щепкина как физика-экспериментатора нашёл отражения в оценке, данной ему физиками, как виртуозного экспериментатора.